# Stechmückenbekämpfung

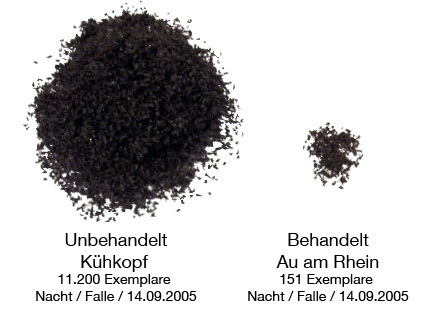
Weibliches Stechmückenaufkommen ohne Bekämpfung (Tabuzone Kühkopf, 11.200 Mücken) und mit Bekämpfung (Au am Rhein, 151 Mücken) gemessen durch sogenannte Kohlesäurenachtfallen am
14. September 2005 durch die KABS

Die Stechmückenbekämpfung (auch Stechmückenkontrolle) kann sich gegen die wassergebundenen Larven und Puppen der Stechmücken, als auch gegen die erwachsenen Tiere richten. Die dabei verwendeten Methoden umfassen die Veränderung der Brutbiotope, den Einsatz von chemischen und biologischen Insektiziden sowie zunehmend auch die Verwendung von Lockstofffallen. Sie werden oft in Kombination angewendet.

## Gründe
Stechmücken sind als Krankheitsüberträger bedeutsam. Sie übertragen zum Beispiel Malaria, parasitäre Würmer (Filariose), Viren (z. B. Gelbfieber, Denguefieber, West-Nil-Fieber, Chikungunyafieber, Rift-Valley-Fieber) oder Bakterien (Tularämie). Zu den von Stechmücken auf Tiere übertragbaren Erkrankungen zählen unter anderem die Venezolanische Pferdeenzephalomyelitis,
die Myxomatose oder Kaninchenpest, oder die an Haushunden parasitierenden Würmer Dirofilaria repens und Dirofilaria immitis.
Stechmücken können zudem bei massenhaftem Auftreten die Lebensqualität von Mensch und Tier erheblich beeinträchtigen, da ein Aufenthalt im Freien nicht mehr möglich ist. Dies kann im Tourismussektor oder in der landwirtschaftlichen Nutztierhaltung zu wirtschaftlichen Schäden führen.
In Mitteleuropa sind vor allem die sogenannten Überschwemmungsmücken durch ihr massenhaftes Auftreten als Plage bedeutsam (vor allem Aedimorphus vexans und Ochlerotatus sticticus). Lokal können die Gemeine Stechmücke oder die Ringelmücke so lästig werden, dass sie bekämpft werden. Besonderes Augenmerk gilt darüber hinaus invasiven Arten wie der Asiatischen Tigermücke, der Asiatischen Buschmücke und der einheimischen Anopheles plumbeus, da alle drei mögliche Krankheitsüberträger sind.
Bekämpfungsziel ist es zumeist, einen Interessensausgleich zwischen dem Naturschutz zum Erhalt der Biodiversität und dem Wunsch der Menschen auf Eindämmung der Mückenplage zu erzielen. Es fließen dabei sowohl biologische und ökologische, als auch epidemiologische, wirtschaftliche, soziale und politische Aspekte ein.
Valerio: Es ist eine schöne Sache um die Natur, sie ist aber doch nicht so schön, als wenn es keine Schnaken gäbe…
(Georg Büchner)
Die Rheininseln waren denn auch öfters ein Ziel unserer Wasserfahrten. Dort brachten wir ohne Barmherzigkeit die kühlen Bewohner des klaren Rheines in den Kessel, auf den Rost, in das siedende Fett, und hätten uns hier, in den traulichen Fischerhütten, vielleicht mehr als billig angesiedelt, hätten uns nicht die entsetzlichen Rheinschnaken nach einigen Stunden wieder weggetrieben. Über diese unerträgliche Störung einer der schönsten Lustpartien, wo sonst alles glückte, wo die Neigung der Liebenden mit dem guten Erfolge des Unternehmens nur zu wachsen schien, brach ich wirklich, als wir zu früh, ungeschickt und ungelegen nach Hause kamen, in Gegenwart des guten geistlichen Vaters, in gotteslästerliche Reden aus und versicherte, dass diese Schnaken allein mich von dem Gedanken abbringen könnten, als habe ein guter und weiser Gott die Welt erschaffen.
(Johann Wolfgang von Goethe)

## Geschichte
Die jüngere Geschichte der Stechmückenbekämpfung seit dem Zweiten Weltkrieg ist eng verbunden mit der Entdeckung der insektiziden Wirkung von DDT und der Gründung der Weltgesundheitsorganisation 1948. In den Jahren nach der Gründung hoffte man, unter großflächigem Einsatz von DDT Stechmücken in vielen Malariagebieten ausrotten zu können. Ende der 1960er Jahre musste diese Politik für gescheitert erklärt werden, nachdem neben Bedenken gegen die Langzeitfolgen von DDT bei vielen Stechmückenarten Resistenzen aufgetaucht waren.
1982 veröffentlichte die WHO ein Strategiepapier zum Umweltmanagement für die Stechmückenkontrolle, das eine grundlegende Neuorientierung der Bekämpfung von Stechmücken unter Einbeziehung entomologischer, ökologischer, wirtschaftlicher und sonstiger Aspekte beinhaltete und bis heute als Grundlage der weiteren Entwicklung der Stechmückenkontrolle und -bekämpfung angesehen werden kann.
Die weltweite Forschung zur Stechmückenbekämpfung wird durch die World Mosquito Control Association koordiniert.

## Persönliche Prophylaxe
Maßnahmen zur persönlichen und häuslichen Vorbeugung ergänzen die Stechmückenkontrolle und -Bekämpfung. Dazu gehören mückensichere Kleidung, die Verwendung von Repellentien, Insektensprays, Mückenspiralen und ähnlicher Produkte, Moskitonetze, das Anbringen von Fliegengitter oder die Kontrolle von möglichen Brutplätzen im Wohnumfeld.
Verschiedene ätherische Pflanzenöle werden traditionell in den betroffenen Regionen eingesetzt und scheinen einen begrenzten Schutz zu bieten. Essig scheint eine mäßige Abwehrwirkung zu haben. Andere Hausmittel haben sich als wirkungslos erwiesen, z. B. Vitamin B (insbesondere B1) und Knoblauch. Auch Geräte, die die Mücken per Ultraschall oder elektromagnetischen Wellen vertreiben sollen, nützen nicht. Elektrische Insektenvernichter töten fast ausschließlich harmlose Insekten und sind deshalb im Außenbereich verboten.

## Grundlagen

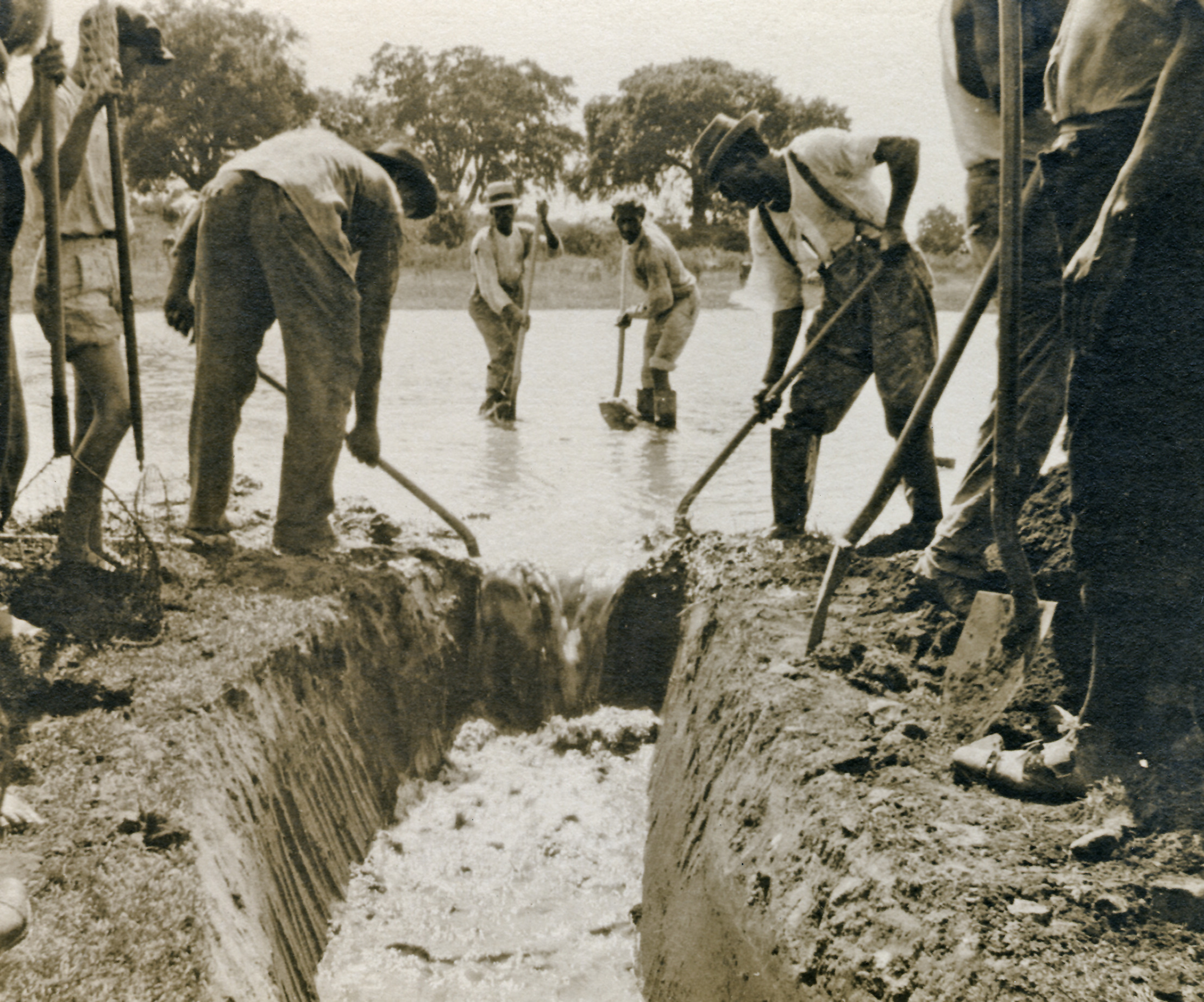
Entwässerung eines Sees im Süden der Vereinigten Staaten im Kampf gegen Malariamücken

Um eine möglichst umweltfreundliche, an örtliche Gegebenheiten angepasste und nachhaltige Stechmückenkontrolle zu erzielen, werden heute unterschiedliche und möglichst spezifische Methoden angewandt und miteinander kombiniert. Man spricht daher auch von einer integrierten Stechmückenkontrolle (im englischen Sprachraum Integrated Mosquito Management).
Dabei müssen unterschiedliche Faktoren verstanden, überwacht und dokumentiert werden, die Einflüsse auf die Populationsentwicklung haben. Wichtige Grundlagen sind:
- Verständnis von Lebensweise, Lebenszyklus und Populationsdynamik der die Plage hervorrufenden Mückenarten
- Biotop-Kartierung, zum Beispiel mithilfe von Geoinformationssystemen
- Dokumentation hydrologischer Daten
- Überwachung klimatischer Bedingungen, die einen Einfluss auf die Populationsentwicklung haben
- Analyse der Möglichkeit, durch Biotopveränderungen natürliche Fressfeinde zu fördern oder Fressfeinde einzusetzen
- Evaluierung von Möglichkeiten zur Brutstättenbeeinflussung durch Wasserregulierung
- Dokumentation der angewandten Methodenspektrums bei der Bekämpfung
- fortlaufender Bestandsüberwachung der Populationen im Larven- und adulten Stadium
- Regelmäßige Untersuchung auf sich eventuell ausbildende Resistenzen der Mücken gegen Bekämpfungsmittel
- Dokumentation der Auswirkungen auf das Ökosystem

Viele Daten müssen im Alltag fortlaufend erhoben werden, um im Rahmen des Umsetzungskonzeptes effektive Entscheidungen treffen zu können.
→ Siehe auch Schnakenbekämpfung am Oberrhein und European Mosquito Control Association

## Bekämpfungsmethoden
Die Nomenklatur und Terminologie zur sprachlichen Einordnung der Methoden ist nicht eindeutig. In der Fachliteratur können so die hier unter biologischen eingeordneten Methoden unter chemischen zu finden sein, wie auch natürliche unter biologischen klassifiziert werden.

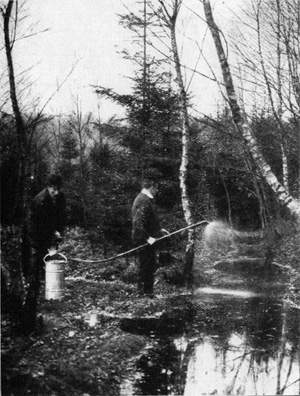
Besprengung von Mückenbrutplätzen mit Saprol in einem Wald bei Hamburg. (Aufnahme von Mühlens)

### Natürliche oder naturnahe Bekämpfung und Umweltmanagement
Zu den natürlichen Bekämpfungsmethoden zählen insbesondere die Bestandswahrung oder auch Vermehrung natürlicher Fressfeinde, unter anderen Insektenarten wie Libellen (Odonata), Rückenschwimmer (Notonectidae), der Schwimmkäfer (Dytiscidae), einiger Wasserfreund- (Hydrophilidae) sowie Wasserfloharten (Cyclopidae) oder Amphibien. Diese Maßnahmen fließen in ein Umweltmanagement ein, zu dem auch die Umwandlung von Überschwemmungsflächen in Dauergewässer mit einhergehendem Fischbesatz, zum Beispiel Koboldkärpfling, Mittelmeerkärpflinge und Graskarpfen, gehört. Auch wasserbauliche Maßnahmen, wie die Verbindung von Überschwemmungsflächen mit Dauergewässern oder eine Verbesserung der Abflussgräben zur früheren Entwässerung können zu Maßnahmen gehören, um Larven und Puppen Fressfeinden auszusetzen oder den Entwicklungszyklus der Stechmücken zu unterbrechen. In Florida beispielsweise gehört dazu die gesteuerte Überschwemmung und Entwässerung von Salzwiesen. Im Lebensraum vieler Stechmückenarten wie der Gemeinen Stechmücke können auch prophylaktische Maßnahmen wie Entleerung oder Abdeckung von Regentonnen und sonstigen Wassersammelstätten ein wirksames Mittel zur Begrenzung der Stechmückenpopulationen sein. Kombinierte Methoden bestehend aus naturnaher Bekämpfung mit natürlichen Fressfeinden unter begleitendem Einsatz von Larviziden werden derzeit weltweit getestet.
Weiterhin gehört die Trockenlegung von Feuchtgebieten beispielsweise durch Absenkung des Grundwasserspiegels seit dem Altertum zu den Maßnahmen, die häufig primär andere Ziele, wie Acker- und Siedlungsflächengewinnung hatten. Ein Beispiel ist die Begradigung des Oberlaufs des Rheins durch Johann Gottfried Tulla, deren sekundäres Ziel die Verminderung des Sumpffiebers, so der deutsche Ausdruck für die Malaria, war. Die Trockenlegung ist heute in vielen Ländern angesichts der ökologisch wertvollen Funktion vieler Feuchtgebiete zumeist ausgeschlossen, vor allem wenn diese als Feuchtbiotope unter Schutz stehen.

### Chemische Bekämpfung
Die chemische Bekämpfung wird sowohl gegen fliegende Stechmücken als auch gegen Larven eingesetzt. Historisch sind Mittel wie das Floria-Insektizid und vor allem DDT bedeutsam. DDT ist heute jedoch nur noch in Ausnahmefällen und außerhalb von Europa gemäß dem Stockholmer Übereinkommen über persistente organische Schadstoffe einsetzbar und wird vor allem zum Besprühen von Hauswänden verwendet, da sich Stechmücken zwischen Blutmahlzeiten auf Wände absetzen. In Deutschland kam kurzfristig das Insektizid Fenethcarb zum Einsatz. Daneben wurde über einen Einsatz des Organophosphats Temefos nachgedacht. Zur Klasse der Organophosphate gehören auch Produkte basierend auf Malathion, welche unter anderen Produkten im Kampf gegen Stechmücken auf Fire Island zum Einsatz kommen.
Viele chemische Wirkstoffe erzeugen zudem Resistenzen, die eine höhere Wirkstoffausbringung oder neue Wirkstoffe verlangen, deren Entwicklung kosten- und zeitintensiv ist. Der größte Nachteil vieler chemischer Bekämpfungsmittel liegt jedoch in ihrer mangelnden artspezifischen Sensitivität, sie können also in nicht unerheblicher Weise andere Arten schädigen und teilweise durch Schadstoffanreicherung (POP) zu unabsehbaren Langzeitfolgen auch für den Menschen selbst führen.
Neben den bereits angeführten Wirkstoffen kommen heute Juvenilhormone wie Methopren, Pyriproxyfen und Fenoxycarb zum Einsatz, welche die Wachstumsschritte der Larven und Puppen zur Imago unterbinden, indem sie dem Häutungshormon entgegenwirken.

### Oberflächenfilme auf Brutgewässern
Die Ausbringung eines dünnen Films aus Öl auf der Wasseroberfläche der Brutgewässer kann die Atmung von Larven und Puppen verhindern und sie so abtöten. Zudem können solche Ölfilme die Eiablage behindern. Bereits früh wurden dafür Mineralöle eingesetzt. Eine ökologisch verträglichere Variante in Form von Liparol, einem biologisch abbaubaren Phospholipid (hier Sojalecithin mit Paraffinzusatz als Filmmittel) wurde in Ablösung der ökologisch unvertretbaren chemischen Bekämpfung zwischen 1976 und dem Anfang der 1980er Jahre verwendet. Eine weitere Möglichkeit ist die Ausbringung monomolekularer Oberflächenfilme, die die Oberflächenspannung so herabsetzen, dass sich Mückenlarven und -Puppen schwerer an der Wasseroberfläche verankern können und ebenso wie schlüpfende Erwachsene ertrinken.
Formulierungen auf der Basis von Polydimethylsiloxan, die einen Siliconfilm mit niedrigerer Oberflächenspannung auf Gewässern bilden, sind laut Verordnung (EU) Nr. 528/2012 (Biozid-Verordnung) keine Biozidprodukte.

### Fallen
Ursprünglich werden Fallen für die Überwachung erwachsener Stechmücken eingesetzt, um Populationsgrößen und Artenspektren festzustellen, Krankheitserreger nachzuweisen und den Erfolg von Bekämpfungskampagnen zu kontrollieren. Dabei werden entweder Fallen und Lockstoffe für wirtssuchende Mückenweibchen verwendet, oder es werden schwangere Weibchen nachgewiesen oder getötet, die künstliche Eiablagebehälter aufsuchen.
Fortschritte im Fallendesign und bei der Entwicklung von Lockstoffen führen zunehmend dazu, dass der massenhafte Fang von Stechmücken auch als Bekämpfungsmethode in den Fokus rückt. Zwischen 2002 und 2004 wurden auf einer rund 9 Hektar großen und von Salzmarschen umgebenen Insel in den Florida Keys 21 bis 22 Stechmückenfallen aufgestellt, die Kohlendioxid, warmen Wasserdampf und Octenol als Lockstoffe abgaben und damit wirtsuchende Mücken anlocken. Die Population der dort massenhaft auftretenden Salzwiesenmücken wurde dadurch um 80 bis 90 % verringert. Studien in Brasilien, Peru, Thailand oder Australien zeigten, dass der flächendeckende Einsatz tödlicher Eiablagefallen bei Gelbfiebermücken zu abnehmenden Populationsdichten führen kann. In Manaus, Brasilien, konnte durch die Verwendung von Fallen, die einen dem menschlichen Hautduft nachempfundenen Lockstoff abgaben, die Populationsdichte von Gelbfiebermücken signifikant verringert werden. Bei einer Studie in Italien war die Stichhäufigkeit durch die Asiatische Tigermücke an Standorten, an denen Lockstofffallen aufgestellt waren, gegenüber Vergleichsorten ohne Fallen zwischen 64 und 87 % niedriger.

### Biologische Bekämpfung
Unter biologischer Bekämpfung versteht man die Verwendung von Produkten auf der Basis abgetöteter Bakterien, wobei weltweit meist die Variante israelensis des Bacillus thuringiensis zum Einsatz kommt, der Bacillus thuringiensis israelensis (B.t.i). Diese wirkt weitestgehend artspezifisch auf Larven (Larvizid) aller Arten von Stechmücken sowie Kriebelmücken, was insbesondere auch in Afrika bei der Bekämpfung des Fadenwurms Onchocerca volvulus bedeutsam ist. Darüber hinaus wurde auch für Bacillus sphaericus eine eingeschränkte Wirksamkeit auf einige Larvenarten von Stechmücken nachgewiesen, unter anderem auf die Culex- und einige Aedes- und Anophelesarten.
Seit dem Jahr 2000 sind Resistenzen von Stechmückenlarven gegen Präparate basierend auf Bacillus sphaericus bekannt und in Syracuse, im Bundesstaat New York, wurde Resistenz von Culex pipiens für Bacillus thuringiensis israelensis nachgewiesen. Seitdem wird im Rahmen des Resistenzmanagements untersucht, wie Resistenzen verhindert oder auch durch genmanipulierte Bakterien, die eine Kombination von toxischen Proteinkristallen erzeugen, umgangen werden kann, um eine der historisch erfolgreichsten Methoden der Stechmückenbekämpfung wirksam zu halten.
Die Präparate wirken erst im Verdauungstrakt der Larven. Durch ein den Larven eigenes Verdauungsenzym wird ein im Präparat vorhandenes kristallines Protein umgewandelt und die entstehenden Abbauprodukte zersetzen den Verdauungstrakt der Larve selbst, siehe auch Porenbildende Toxine, Bt-Toxine. Erst im Zusammenspiel mit dem Stoffwechsel der Larve selbst entfaltet sich also die giftige, tödliche Wirkung. Die begleitende Forschung setzt sich seit der Einbringung proteinenzymatischer Wirkstoffe auch immer wieder mit möglichen negativen ökologischen Auswirkungen, hier vor allem der entomopathogenen Wirkung auf andere Insektenarten, auseinander; sowohl im Labor als auch im Freilandeinsatz. Fallstudien außerhalb der Entomologie, zum Beispiel der Einfluss auf Fische und Amphibien, sind dagegen nach wie vor spärlich. Hier mangelt es insbesondere an Langzeitstudien zu Auswirkungen von Bekämpfungsmaßnahmen auf Nahrungsketten, ein Problem, das jedoch intrinsisch mit der Frage nach der Berechtigung zur Bekämpfung von Plagen auftaucht, unabhängig von der Methode, und damit auch ethische Fragen im Sinne einer Güterabwägung berührt.
Mit Spinosad wurde in den Vereinigten Staaten 2011 ein neues Mittel zur Bekämpfung von Insekten zugelassen, das auch gegen Stechmücken insbesondere bei Resistenzproblemen eingesetzt wird. Israelische Wissenschaftler berichten von einem erfolgreichen Einsatz gegen adulte Stechmücken, einem auf Spinosad basierenden Adultizid, das durch natürliche Nahrungsaufnahme mit dem Pflanzennektar durch die Stechmücken aufgenommen wird.

### Genetische Bekämpfung
Ideen zur indirekten genetischen oder fortpflanzungsbezogenen Bekämpfung tauchten schon als alternative Idee zur chemischen Bekämpfung Mitte der 1970er Jahre auf. So wurde damals über die Hormonausbringung nachgedacht, um die männlichen Stechmücken steril zu machen und an der Fortpflanzung zu hindern. In diesem Sinne wird auch die Sterile-Insekten-Technik eingesetzt, bei der männliche Individuen durch Strahlung oder andere Methoden unfruchtbar gemacht und dann ins Freiland entlassen werden. Mit dem Fortschreiten der Forschung werden heute Methoden der direkten genetischen Manipulation erforscht. Neben Forschungen zur Unfruchtbarkeit wird zur genetischen Immunität gegenüber Krankheitserregern geforscht, da die Übertragung vieler Krankheitserreger durch Stechmücken eine Eigeninfektion und Reproduktion der Krankheitserreger in der Stechmücke als Wirt voraussetzt. Das Ziel dieser Forschung ist es, die Stechmücken selbst resistent gegen die Krankheitserreger zu machen, nicht jedoch deren Fortpflanzung selbst zu beeinträchtigen, um den ökologischen Eingriff zu minimieren. Forschungen auf diesem Gebiet hängen eng mit der menschlichen Impfstoffentwicklung gegen Krankheitserreger wie Plasmodien im Falle der Malaria zusammen. 2002 wurden so die Genomsequenzen von Plasmodium falciparum und Anopheles gambiae vorgestellt. In der Praxis spielen jedoch nur natürliche, chemische und biologische Bekämpfungsmethoden eine Rolle, häufig zugleich eine Kombination verschiedener Maßnahmen, da genetische Methoden bisher nicht über das Versuchsstadium hinausgelangt sind.

## Kontroll- und Bekämpfungsgebiete (Auswahl)
- Ebrodelta (Spanien)
- Florida (USA)
- Los Angeles (USA)
- Schnakenbekämpfung am Oberrhein (Deutschland)
- Malindi, Kisumu (Kenia)
- Kairo, Aswan (Ägypten);
- Tel Aviv (Israel)
- Puntarenas (Costa Rica)
- Saint Augustine (Trinidad)